# PalaeoDiversiStyria
PalaeoDiversiStyria („Die Paläolandschaft der Steiermark und ihre Biodiversität von der Urgeschichte bis zur Entdeckung der Neuen Welt“) war ein grenzüberschreitendes Projekt im Rahmen des Kooperationsprogramms INTERREG V A Slowenien–Österreich 2014–2020, das aus den Mitteln des Europäischen Fonds für regionale Entwicklung (EFRE) finanziert wird. 

## Beschreibung
Das Projekt verband die wissenschaftlichen Gebiete Archäologie, Archäobotanik, Botanik und Archäozoologie mit Landwirtschaft und Tourismus. Das Programmgebiet umfasst die Steiermark und den nordöstlichen Teil von Slowenien.
Das Projektbudget betrug insgesamt 1.320.000 EUR, wovon 85 % aus EFRE-Mitteln gefördert wurden. Es fand von Oktober 2016 bis Ende 2019 statt. Auf einem Acker in der Marktgemeinde Großklein wurde Emmer angepflanzt und steinzeitliche Techniken eingesetzt.
Zum Ende des Projektes wurde 2019 die Dachmarke „Heriterra“ geschaffen, die für den Vertrieb von Produkten aus wiederentdeckten Pflanzen eingesetzt wird. Der Name ist ein Kofferwort aus heritage und terra. Außerdem flossen die Ergebnisse aus Pflanzenstudien in die Datenbank „Interarch Steiermark“ ein.

## Projektpartner
Die Projektpartner in Österreich und Slowenien sind:
- Universalmuseum Joanneum, Abteilung Archäologie & Münzkabinett (Lead Partner)
- Denkmalamt der Republik Slowenien
- Karl-Franzens-Universität Graz, Institut für Pflanzenwissenschaften
- Universität Maribor, Fakultät für Landwirtschaft und Biowissenschaften

- Marktgemeinde Großklein
- Gemeinde Hoče-Slivnica

## Projektziele
Die Hauptziele des Projekts sind Identifizierung autochthoner vergessener Kulturpflanzen auf Basis von archäologischen und paläobotanischen Untersuchungen, Revitalisierung des Anbaus und Wiedernutzung dieser ursprünglichen Pflanzensorten und Entwicklung von kulinarischen Produkten für den Tourismus in der Region.